# Hypalastoroides costaricensis
Hypalastoroides costaricensis är en stekelart som beskrevs av Giordani Soika 1958. Hypalastoroides costaricensis ingår i släktet Hypalastoroides och familjen Eumenidae. Inga underarter finns listade i Catalogue of Life.